# Marita Kraemer

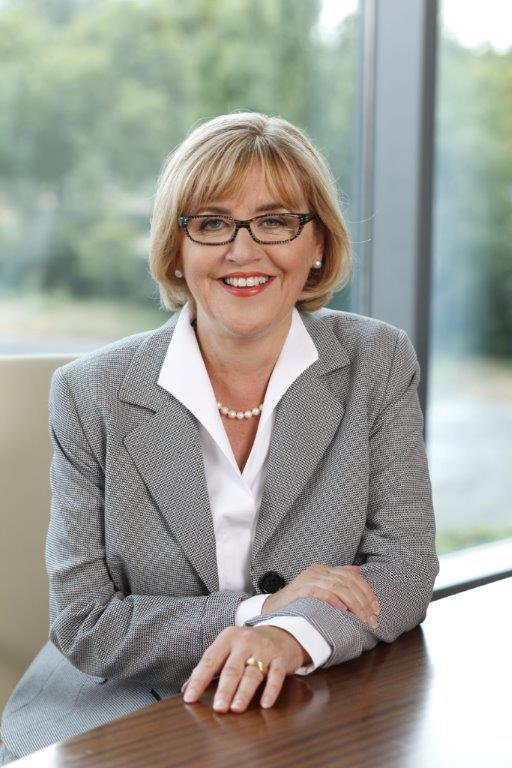
Marita Kraemer

Marita Kraemer (* 1. Februar 1953 in Gerolstein) ist eine deutsche Managerin. Sie hat Erfahrungen als langjähriges Mitglied des Vorstandes der Zurich Versicherungsgruppe Deutschland sowie als Aufsichtsrätin und Leiterin von Prüfungs- und Risikoausschüssen in mehreren Unternehmen im In- und Ausland.

## Beruflicher Werdegang
Marita Kraemer begann ihre berufliche Laufbahn mit einer Ausbildung als Industriekaufmann. Nach dem Studium der Betriebswirtschaftslehre an der Universität Wuppertal promovierte sie an der Freien Universität in Berlin. Sie erhielt ein Doctoral-Fellowship vom Wissenschaftszentrum in Berlin am Institut des Harvard Professors Karl W. Deutsch. Thema ihrer Dissertation war das Konsumverhalten in Mexiko; zu diesem Zweck verbrachte sie vor Ort einen sechsmonatigen Forschungsaufenthalt. Nach der Promotion startete Marita Kraemer als Trainee bei der BHI AG (Tochterunternehmen der Dresdner Bank AG), Berlin, und wurde die erste weibliche Firmenkunden-Betreuerin der Dresdner Bank. Als nächste Station absolvierte sie als eine von weltweit 13 ausgewählten Kandidaten das 15-monatige Investment Banking Programm der Bank mit Aufenthalten in New York und Chicago.
In der Zeit der Wiedervereinigung zog es Kraemer nach Dresden, Leipzig und Berlin, wo sie zuletzt das Firmenkunden- und Kreditgeschäft in einem Stadtfilialbereich der Dresdner Bank AG mit 230 Mitarbeitern verantwortete. Im Anschluss daran wurde sie Co-Head der Firmenkundenbetreuung im Bereich Global Finance der Investmentbank Dresdner Kleinwort Benson, Luxemburg.
1999 trat Kraemer als Mitglied des Vorstandes in die Zurich Gruppe Deutschland ein und verantwortete seit dem bis 2015 das Kreditversicherungsgeschäft, das sie als Center of Excellence europaweit ausbaute – mit den für das Geschäftsfeld eines Kreditversicherers entsprechenden Branchenerfahrungen auf nationaler wie auf internationaler Ebene (z. B. Automobil, Bauindustrie, Energieversorger, Handel, Maschinen- und Anlagenbau sowie Pharma). Parallel dazu war sie mehrere Jahre Personalvorstand und Arbeitsdirektorin.

## Aufsichtsratsmandate und Gremienmitgliedschaften
Kraemer war von 2014 bis 2020 Mitglied des Aufsichtsrats der UniCredit Bank AG, München und seit 2015 Leiterin des Risikoausschusses. Davor war sie Mitglied des Aufsichtsrats und Vorsitzende des Prüfungsausschusses der DAB Bank AG. Sie war von 2016-2024 Mitglied des Board of Directors und Leiterin des Prüfungs- und Risikoausschusses der Allianz France, Paris. sowie von 2016 bis 2018 und seit 2021 erneut Mitglied des Aufsichtsrats der Euler Hermes Group, Paris. Von 2018 bis 2020 war sie Mitglied des Aufsichtsrats der Allianz Deutschland AG, München. Seit 2021 ist sie Mitglied des Verwaltungsrates der Euler Hermes Reinsurance AG. Kraemer ist seit 2024 Mitglied des Board of Directors der Euler Hermes SA, Brüssel; der Euler Hermes North America Insurance Company, Baltimore, MD, USA sowie der Euler Hermes Reinsurance AG, Wallisellen (CH).https://www.pappers.fr/entreprise/euler-hermes-group-552040594/comptes/EULER%20HERMES%20GROUP%20-%20Comptes%20sociaux%202023%2016-07-2024.pdf
Marita Kraemer ist Mitglied des Versicherungsausschusses der IHK Frankfurt a. M.

## Persönliches
Marita Kraemer lebt mit ihrem Mann in Frankfurt am Main.